# ILoveMakonnen
ILoveMakonnen (* 12. April 1989 in Los Angeles, Kalifornien; bürgerlich Makonnen Sheran) ist ein US-amerikanischer Rapper, der 2014 durch die Zusammenarbeit mit Drake beim Lied Tuesday Bekanntheit erlangte. Er lebt in Portland.

## Leben

### Kindheit und Anfänge
Makonnen Sheran wurde 1989 als Sohn eines belizischen Einwanderers und einer Podologin im Süden von Los Angeles geboren und wuchs in Atlanta auf. Schon zu seiner Schulzeit geriet er des Öfteren in Probleme mit der Polizei, beispielsweise als er 2008 versehentlich einen seiner Freunde erschoss. Er erhielt dafür eine Bewährungsstrafe und man stellte ihn eine Zeit lang unter Hausarrest. Seine Großmutter – eine ehemalige Opernsängerin – hatte großen Einfluss auf den Verlauf seiner musikalischen Karriere.

### Musikalischer Werdegang (2008 bis 2014)
Im Alter von 19 Jahren begann er, erste Lieder auf der Internetseite MySpace zu veröffentlichen, die allerdings größtenteils unbemerkt blieben. Erst im März 2014 traf er auf den Musikproduzenten Mike Will Made It, der ihm Kontakt zu einem Mitarbeiter der DTP-Studios, Metro Boomin, verschaffte. Nachdem er mit diesem ein paar Songs aufnehmen durfte, wurden weitere namhafte Persönlichkeiten der US-amerikanischen Hip-Hop-Szene auf ihn aufmerksam, von denen er große Unterstützung bei seinen nächsten Karriereschritten bekam. Schon nach wenigen Monaten konnte er mit seiner selbstbetitelten EP iLoveMakonnen erste Ergebnisse aufweisen, die er ab Juli 2014 kostenfrei im Internet zum Download anbot. Auf diesem Album befand sich unter anderem auch die Single Club Goin’ Up on a Tuesday, die er später gemeinsam mit dem Rapper Drake remixte und den Namen zu Tuesday kürzte. Diese Kollaboration war Sherans erster Erfolg in den nationalen Single-Charts, dort konnte er Platz 12 belegen. Auch in Frankreich konnte sich die Single mit Position 86 in den Top 100 platzieren.

### OVO Sound(2014 bis 2016)
Obwohl sich Sheran in Interviews gegen kommerzielle Plattenverträge aussprach, wurde er im September 2014 bei Drakes Label OVO Sound unter Vertrag genommen, deren Vertrieb über die Warner Music Group läuft. Drei Monate später wurde seine Debüt-EP erneut herausgebracht. Die darauffolgende Zeit war geprägt von internen Auseinandersetzungen zwischen ihm und den Label-Chefs, die einige seiner Songs kürzten bzw. gar nicht erst veröffentlichten. Auch mit Drake gab es immer wieder Differenzen, was zur Folge hatte, dass er sich am 18. April 2016 nach dem Release von iLoveMakonnen 2 von OVO Sound trennte, um sich einer Karriere als Schauspieler zu widmen und den Beruf als Musiker nur nebenbei fortzuführen.
Sein Coming-out als Homosexueller auf Twitter erregte im Januar 2017 großes Aufsehen.

## Diskografie

### Alben
- 2014: iLoveMakonnen (EP, OVO Sound)
- 2015: iLoveMakonnen 2 (EP, OVO Sound)
- 2016: Drink More Water 6
- 2017: Fun Summer 17 Vol. 1 (EP)
- 2018: iLoveMakonnen X Ronny J (EP, mit Ronny J)
- 2018: iLoveAmerica (EP)
- 2019: M3 (EP)
- 2021: My Paradie
- 2021: DMW007
- 2021: Monster in the Woods (EP)
- 2022: Everything Is Trash (mit Yellow Trash Can)
- 2022: Summer ’22
- 2022: Stay Hydrated
- 2023: Pink Nails
- 2023: Diamonds (mit Lil Peep)

### Singles
- 2014: Tuesday (feat. Drake)
- 2015: I Like Tuh (Carnage feat. iLoveMakonnen; US: Gold)
- 2016: Sellin
- 2016: Side to Side
- 2017: Love (feat. Rae Sremmurd)
- 2018: Sunlight on Your Skin (mit Lil Peep)
- 2019: I’ve Been Waiting (mit Lil Peep & Fall Out Boy)
- 2019: Loser
- 2021: To the Edge
- 2021: Don’t Tell Me What to Do
- 2022: Too Faded
- 2022: All My Shit Is Stupid (mit YoungBoy Never Broke Again)
- 2022: Plastic
- 2022: Bet That
- 2022: Lil Nasty Thang
- 2022: Your Mind (Remember When You Lost That)
- 2022: False Claimin (mit Rich Daytona)
- 2023: Scuse Me
- 2023: November (mit Lil Peep)